# Liga Mexicana Élite
Die Liga Mexicana Élite (LME) ist eine semi-professionelle mexikanische Eishockeyliga, die 2010 gegründet wurde. Die vom mexikanischen Eishockeyverband organisierte Liga ist die höchste mexikanische Spielklasse im Eishockey.

## Geschichte
Die Liga Mexicana Élite wurde vom mexikanischen Eishockeyverband mit dem Ziel der Förderung junger Spieler und der Professionalisierung des Eishockeysports in Mexiko gegründet. Zudem dient sie den Spielern der mexikanischen Eishockeynationalmannschaft zu einer gezielten Vorbereitung auf ihre jährlichen Weltmeisterschaftsteilnahmen. Da es zuvor keine vergleichbare Eishockeyliga in Mexiko gab, wurde in der Saisonvorbereitung ein Entry Draft veranstaltet, an dem die vier Mannschaften der Liga die 70 besten Spieler des Landes untereinander aufteilen durften, um so eine relative Ausgeglichenheit der Mannschaftsstärken zu schaffen. Vor dem Draft wurde jeder dieser Spieler bewertet und in eine von drei Kategorien eingeordnet (Topspieler, gute Spieler mit weniger Spielpraxis, sowie Juniorenspieler). Die Draftreihenfolge erfolgte per Losentscheid, sodass das erste Wahlrecht an die Totems fiel, gefolgt von den Eagle Warriors, Astronomers und schließlich Priests. Jede Mannschaft durfte schließlich 17 Feldspieler und zwei Torwärte verpflichten.
Die Teilnehmeranzahl der Liga soll binnen der ersten fünf Jahre ihres Bestehens schrittweise auf bis zu zwölf Mannschaften erhöht werden. Ab der zweiten Spielzeit der Liga soll diese auch für Spieler aus anderen Ländern geöffnet werden und es wird erwartet, dass vor allem kanadische und US-amerikanische Eishockeyspieler diese Möglichkeit nutzen werden.

## Vermarktung
Der mexikanische Eishockeyverband setzt bei der Vermarktung der Liga auf eine Mischung aus Tradition und Internationalität. So beinhalten die Teamnamen der vier Mannschaften jeweils Begriffe aus der Zeit vor der Eroberung Mexikos durch Spanien, jedoch sind die Namen gleichzeitig zur besseren internationalen Vermarktung in Nordamerika in Englisch gehalten. Um die Konzentration auf den Sport als solchen zu richten und faire Spiele zu gewährleisten, wurde vor der Spielzeit eine Null-Toleranz-Strategie angekündigt, die überhartes Spiel bereits im Ansatz verhindern soll.
Alle Spiele der Liga Mexicana Élite werden live im mexikanischen Fernsehen vom Sportkanal TVC Deportes übertragen.
Zukünftig möchte die Liga ihre Zusammenarbeit mit großen professionellen Fußballclubs intensivieren und diese als Partner für einzelne Clubs gewinnen. Mit diesem Schritt möchte der mexikanische Eishockeyverband die Finanzierung der Liga sichern, sowie die Unabhängigkeit vom nationalen Sportverband ausbauen. Zu den Interessenten gehören unter anderem der CF Monterrey, sowie die UNAM Pumas. Als Vorbild dient dem mexikanischen Eishockeyverband der FC Barcelona, dessen gleichnamige Eishockeyabteilung erfolgreich an der spanischen Superliga, sowie internationalen Wettbewerben teilnimmt.

## Saison 2010/11
Die reguläre Saison begann am 2. Oktober 2010 und endete am 19. Februar 2011. Die Spiele werden ausschließlich in den Eisstadien La Pista San Jeronimo und La Pista Lomas Verdes ausgetragen, da alle vier Gründungsmitglieder der LME aus der Hauptstadt Mexiko-Stadt kommen. Die Spiele finden immer samstags abends um 20.00 Uhr statt. Das erste Spiel der LME fand zwischen den Mayan Astronomers und den Zapotecs Totems statt (6:1), erster Torschütze der Liga war der mexikanische Nationalstürmer Adrián Cervantes von den Mayan Astronomers. Für das Finale, welches zwischen dem 1. und 3. Juli 2011 ausgetragen wurde, qualifizierten sich die Mayan Astronomers und die Teotihuacan Priests. Die Teotihuacan Priests setzten sich in der Best-of-Three-Serie mit 2:1 Siegen gegen die Mayan Astronomers durch und wurde der erste Meister der Liga Mexicana Élite.

### Modus
Die reguläre Saison umfasst zwölf Spieltage. Der Gewinner der regulären Saison qualifiziert sich automatisch für das Finale, während die Mannschaften auf den Plätzen zwei und drei im Modus Best-of-Three um den Finaleinzug antreten müssen. Das Finale selbst wird ebenfalls im Modus Best-of-Three ausgetragen werden.

### Teilnehmer
- Aztec Eagle Warriors
- Mayan Astronomers
- Teotihuacan Priests
- Zapotec Totems